# IC 1968
IC 1968 ist eine Spiralgalaxie vom Hubble-Typ Sc im Sternbild Horologium am Südsternhimmel. Sie ist schätzungsweise 500 Mio. Lichtjahre von der Milchstraße entfernt und hat einen Durchmesser von etwa 75.000 Lj.

Im selben Himmelsareal befinden sich u. a. die Galaxien IC 1950, IC 1959, IC 1966, IC 1978.
Entdeckt wurde das Objekt am 14. Oktober 1898 von DeLisle Stewart.